# Turquia no Festival Eurovisão da Canção 2010
A Turquia foi o vigésimo primeiro país a confirmar a sua presença no Festival Eurovisão da Canção 2010, a 10 de Julho de 2009. Com esta participação, a Turquia realiza a sua trigésima segunda participação no Festival Eurovisão da Canção. Para eleger o seu representante, Turquia utilizará a modo de selecção interna. No último ano, em 2009, o Reino Unido conseguiu alcançar o 4º lugar (entre 25), com 177 votos.

## Desenvolvimentos
Depois de ter confirmado a sua presença em Oslo, a Turquia começou já a sua procura por um representante. Internamente, a televisão turca irá eleger um artista para representar o país. O nome avançado é Tarkan, um cantor turco, com o qual o canal televisivo já está em negociações, no entanto surgiram vários rumores de que outro cantor turco, Murat Boz, seria outra hipótese e com fortes chances de ser o escolhido. Mais tarde, em Agosto de 2009, Tarkan foi afirmado como representante certo da Turquia, no entanto tal foi desconfirmado pela TRT.